# Куртизанка (фільм, 1972)
Куртизанка (урду پاکیزہ, гінді पाकीज़ा, англ. Pakeezah) — індійський кінофільм режисера Камала Амрохі з Міною Кумарі в головній ролі, знятий у 1972 році на мові урду.

## Сюжет
Дія цього фільму відбувається в Індії в кінці XIX-початку XX століття і розповідає про таваїф (куртизанку) Сахіб-Джан, дочку куртизанки Наргіс.
Після того, як її відкинула сім'я коханого, куртизанка Наргіс їде на кладовище, де потай від усіх народжує дочку Сахіб-Джан і вмирає. Сестра Наргіс, Наваб-Джан — власниця будинку розпусти в місті Лакнау — забирає дитину і виховує дівчинку куртизанкою.
Через 17 років Сахіб-Джан стає відомою танцівницею і співачкою, але страждає від того, що змушена бути куртизанкою і мріє про велике кохання. Лісничий Салім Ахмед Хан захоплений красою Сахіб-Джан і благородством її душі. Салім перейменовує Сахіб-Джан в Pakeezah (що означає непорочна, чиста серцем) і пропонує їй вступити з ним в законний шлюб. Але Сахіб-Джан, важко переживаючи образи і презирство оточуючих і не бажаючи псувати репутацію Саліма, відмовляється і повертається в будинок розпусти.
Салім, в надії забути кохану, вирішує одружитися з іншою і запрошує Сахіб-Джан танцювати на його весіллі, вона погоджується. Під час цього торжества дядько Саліма — Наваб Шахабуддін — впізнає в Сахіб-Джан свою дочку і хоче визнати її. Але владний і деспотичний батько Шахабуддіна — Хакім-Сахіб — забороняє, бо куртизанка заплямує честь їхнього роду. Хакім-Сахіб намагається вбити Сахіб-Джан, але куля потрапляє в Шахабуддіна. Салім повстає проти волі діда і патріархальних традицій і одружується на Сахіб-Джан.

## У ролях
| Актор        | Роль                |
| ------------ | ------------------- |
| Міна Кумарі  | Наргіс/Сахіб-Джан   |
| Радж Кумар   | Салім Ахмед Хан     |
| Ашок Кумар   | Шахабуддін          |
| Віна         | Наваб-Джан          |
| Надіра       | Гаухар-Джан         |
| Д. К. Сапру  | Хакім-сахіб         |
| Камал Капур  | Наваб Зафар Алі Хан |
| Пратіма Деві | мати Саліма         |

## Знімальна група
- Режисер, продюсер і автор сценарію: Камал Амрохі
- Художники-постановники: Камал Амрохі, Н. Б. Кулкарні
- Художник по костюмах: Міна Кумарі
- Оператор-постановник: Лате Джозеф Віршчінг
- Монтаж: Д. Н. Пай
- Вірші пісень: Маджру Султанпур, Каїф Азмі, Каїф Бхопалі, Камал Амрохі
- Композитори: Гхулам Мохаммед, Наушад
- Пісні за кадром виконують: Лата Мангешкар, Мохаммед Рафі, Раджкумар, Парвін Султана, Вані Джайрам, Насім Бано Чопра

## Саундтрек
| №  | Назва пісні                    | Виконавець (і)                | Вірші            | Композитор     |
| -- | ------------------------------ | ----------------------------- | ---------------- | -------------- |
| 1  | «Chalo Dildar Chalo»           | Лата Мангешкар, Мохаммед Рафі | Каїф Бхопалі     | Гулам Мохаммед |
| 2  | «Chalte Chalte»                | Лата Мангешкар                | Каїф Азмі        | Гулам Мохаммед |
| 3  | «Inhi Logon Ne»                | Лата Мангешкар                | Маджру Султанпур | Гулам Мохаммед |
| 4  | «Mausam Hai Aashiqana»         | Лата Мангешкар                | Камал Амрохі     | Гулам Мохаммед |
| 5  | «Nazariya Ki Mari»             | Раджкумар                     | Маджру Султанпур | Наушад         |
| 6  | «Teer-E-Nazar»                 | Лата Мангешкар                | Каїф Бхопалі     | Гулам Мохаммед |
| 7  | «Thare Rahiyo»                 | Лата Мангешкар                | Маджру Султанпур | Гулам Мохаммед |
| 8  | «Mora Saajan Sauten Ghar Jaye» | Вані Джайрам                  | Маджру Султанпур | Наушад         |
| 9  | «Kaun Gali Gayo Shyam»         | Парвін Султана                | Маджру Султанпур | Наушад         |
| 10 | «Pi Ke Chale»                  | Лата Мангешкар                | Маджру Султанпур | Гулам Мохаммед |
| 11 | «Title Music - Alap»           | Лата Мангешкар                | Маджру Султанпур | Наушад         |

## Історія створення
Для зйомок фільму було потрібно майже 14 років. Зйомки фільму почалися у 1958 році. Спочатку фільм знімався в чорно-білому варіанті, але згодом зняті епізоди були перезняті заново в кольорі.
Під час знімального періоду композитор Гулам Мохаммед і оператор Лате Джозеф Віршчінг померли. Камал Амрохі зазнав фінансових збитків і вимушений був припинити зйомки фільму на невизначений час. Зйомки фільму поновилися тільки у 1968 році. Пізніше композитор Наушад написав музичний фон до фільму, а також кілька пісень.
В 1971—1972 роках розподіл нагород на врученні премії Filmfare Awards викликало багато суперечок через те, що не було надано належне значення фільму «Куртизанка» і його музиці. Коли акторові Прану запропонували нагороду за його роботу у фільмі «Be-Imaan», він відмовився її прийняти в знак протесту проти того, що найкращі музичні премії не приділяються фільму «Куртизанка». Престижна нагорода була вручена фільму «Be-Imaan» за комерційно успішну музику, але Пран відмовився від своєї нагороди, так як відчував, що композитор Гулам Мохаммед заслужив посмертну нагороду за роботу над своїми піснями, написаними для фільму «Куртизанка». Творчість композитора Гулама Мохаммеда не була оцінена по достоїнству кінематографом, незважаючи на його блискучі роботи у фільмах «Мірза Галіб» (1954), «Шама» (1961) і «Куртизанка» (1972).
Камал Амрохі сам розробляв всю сценографію, переміщення камери, а також сам особисто вибирав кожен костюм, аж до браслетів другорядних персонажів. Коли в 1968 році зйомки фільму поновилися, фінансисти попросили Камала Амрохі замінити класичну музику на модні сучасні ритми. Камал Амрохі відповів, що він погодився б, якби був живий Гулам Мохаммед, але він не міг зрадити покійного композитора, який написав для фільму дванадцять гарних пісень в класичному стилі. В результаті Камал Амрохі залишив музику без змін, але використовував у фільмі тільки сім пісень Гулама Мохаммеда.
Велика частина фільму була знята в Мумбаї на студії Kamal Amrohi Studios. Коли фільм вперше був задуманий, Міна Кумарі і Камал Амрохі були одружені. Потім між ними виникли особисті і професійні розбіжності, в 1964 році вони розлучилися, тому не все, що планувалося, вдалося зняти на кіноплівку, фільм не був повністю завершений. Тільки коли Наргіс і Суніл Датт побачили відзнятий матеріал, вони завершили фільм.
На початкових етапах зйомок фільму роль Саліма повинен був грати Ашок Кумар. Але коли зйомки поновилися, на цю роль розглядалися кандидатури Дхармендра, Раджендра Кумара і  Суніла Датта. У підсумку було вирішено, що роль Саліма зіграє Радж Кумар. Його персонаж був змінений з бізнесмена на лісничого, щоб відповідати більш м'язистій статурі Раджа Кумара. Ашок Кумар в результаті зіграв роль Шахабуддіна.
Через професійні розбіжності актриса Віна, яка виконувала роль Наваб-Джан, перервала участь у фільмі. Тоді Камал Амрохі написав кілька нових діалогів, в результаті чого в сюжеті з'явився новий персонаж Гаухар-Джан, роль якої зіграла актриса Надіра.
Міна Кумарі під час зйомок була дуже хвора, але була згодна брати участь у фільмі до кінця, тому в багатьох сценах фільму її знімали лежачи. Для завершеності танцювальних епізодів була запрошена дублерша — Падма Кханна, яку можна бачити на дальньому плані в багатьох танцювальних епізодах.
Прем'єра фільму відбулася 4 лютого 1972 року. На прем'єрі Міна Кумарі сиділа між Камалом Амрохі і Раджа Кумаром і була дуже задоволена фільмом. Коли композитор Хаям похвалив її роботу, вона розплакалася. Спочатку фільм був стримано зустрінутий критикою і не мав великих касових зборів. Але після того, як через кілька тижнів після прем'єри — 31 березня 1972 року — виконавиця головної ролі Міна Кумарі померла у віці 39 років, фільм відразу ж став хітом.

## Нагороди та номінації
Filmfare Awards (1973)
- Премія: 
  - Найкраща робота художника-постановника (Н. Б. Кулкарні)
- Номінації: 
  -  Найкращий фільм
  -  Найкраща режисура (Камал Амрохі)
  -  Найкраща жіноча роль (Міна Кумарі, посмертно)
  -  Найкраща музика до фільму (Гулам Мохаммед, посмертно)

 Премія Бенгальської Асоціації журналістів (BFJA Award)
- Спеціальний приз (Міна Кумарі)